# Kayla Moleschi
Kayla Moleschi est une joueuse canadienne de rugby à sept née le 25 octobre 1990 à Williams Lake. Elle a remporté avec l'équipe du Canada la médaille de bronze du tournoi féminin des Jeux olympiques d'été de 2016 à Rio de Janeiro.